# Tulipa
Tulipa es un género de plantas perennes y bulbosas perteneciente a la familia Liliaceae, en el que se incluyen los populares tulipanes, nombre común con el que se designa a todas las especies, híbridos y cultivares de este género. Tulipa contiene aproximadamente 150 especies e innumerables cantidades de híbridos y cultivares conseguidos a través de mejoramiento genético que los floricultores fueron realizando desde el siglo XVI.

## Etimología
La palabra «tulipán» proviene del vocablo turco otomano tülbend que, a su vez, proviene del término persa dulband. Ambas palabras significan ‘turbante’ y hacen referencia a la forma que adopta la flor cuando está cerrada.

## Origen y distribución
El centro de diversidad del género se encuentra en las montañas Pamir e Hindu Kush en las estepas de Kazajistán, encontrándose distribuido por Oriente Medio, Irán y Afganistán particularmente, hacia la península de Anatolia, Europa del Sur y norte de África, por el oeste, y hacia el noreste de China, por el Este. 
Los tulipanes se cultivaron como plantas ornamentales desde principios del siglo XI en Anatolia. Desde esta región e Irán provendrían los bulbos tomados por el toledano Ibn Massal para su cultivo en el al-Ándalus, según documenta la obra Umda del botánico Abu-I-Jayr, fechada entre los siglos XI y XII, estudiada por los investigadores Esteban Hernández Bermejo y Expiración García. Con la Edad Moderna, su cultivo se extendió hacia los países del norte de Europa, convirtiéndose en la flor símbolo de los Países Bajos y parte inseparable de su paisaje. También tiene un uso como símbolo nacional en Irán y Turquía.

## Morfología

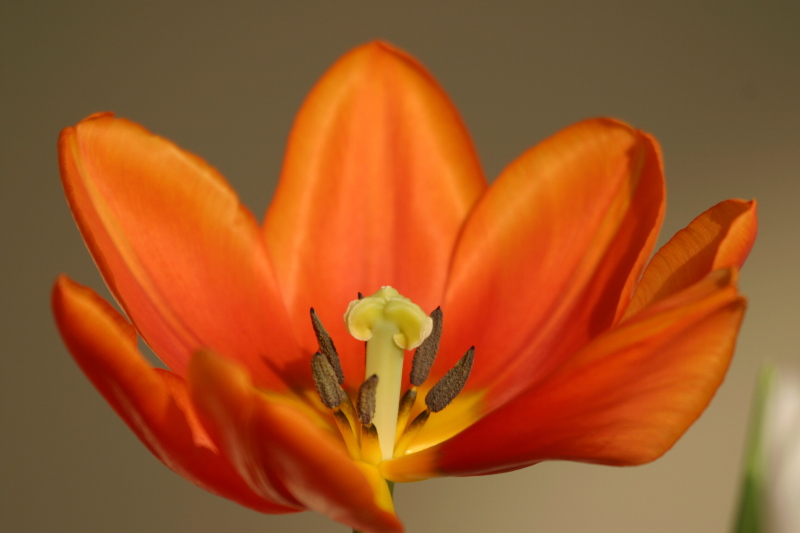
Morfología de la flor de Tulipa

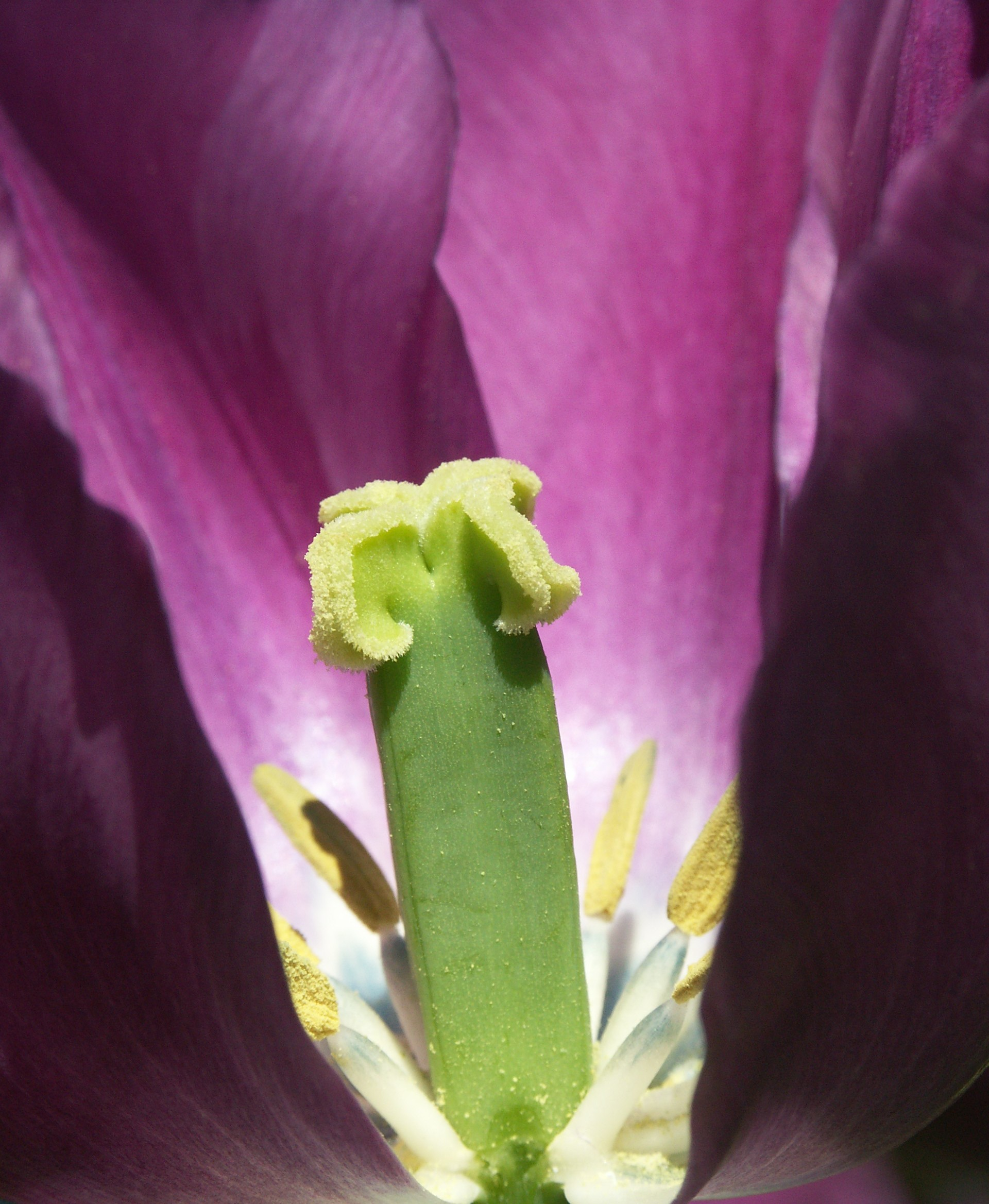
Detalle del androceo y del gineceo de Tulipa

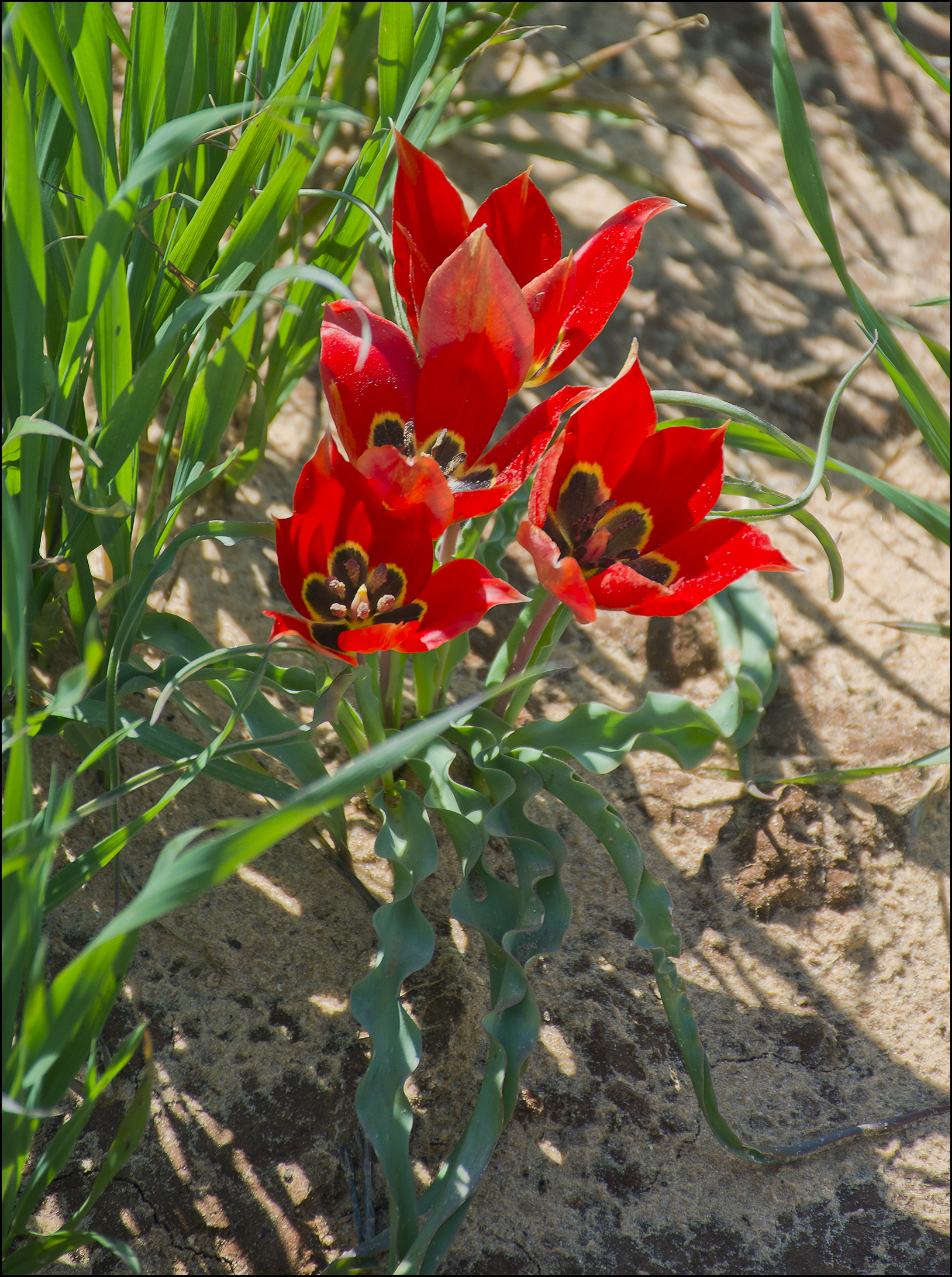
Tulipa agenensis sharonensis, Israel.

Son plantas herbáceas y bulbosas. Los bulbos son truncados basalmente y elongados hacia el ápice, cubiertos por una túnica usualmente pilosa por dentro. El tallo es simple (ocasionalmente ramificado) y subterráneo en su porción basal. Las hojas son basales y caulinares, espaciadas o más o menos arrosetadas, lineales, aovadas o lanceoladas.
Las flores son actinomorfas y hermafroditas, erguidas o, más raramente, péndulas, y se hallan dispuestas en número de 1 a 3 en la extremidad de los tallos floríferos. El perigonio es anchamente infundibuliforme o acampanado, compuesto de tépalos libres, subiguales, generalmente anchos e imbricados, coloreados, frecuentemente con un diminuto mechón de pelos blancos en el ápice. El androceo está formado por seis estambres, inclusos, con los filamentos aplanados y las anteras oblongas. El ovario es súpero, trilocular, pluriovulado. El estilo es columnar o muy corto, el estigma es trilobado. El fruto es una cápsula loculicida, pluriseminada. Las semillas suelen ser planas, subdeltoideas.

## Genética
En general todas las especies y cultivares de Tulipa son diploides con 2n=2x=24 cromosomas. La excepción más conspicua la constituyen los cultivares híbridos del tipo denominado «Darwin», los cuales son triploides con 2n=3x=36 cromosomas y, además, producto del cruzamiento entre dos especies: Tulipa fosteriana y T. gesneriana .

## Taxonomía
El género Tulipa ha sido subdividido en dos subgéneros sobre la base de caracteres morfológicos y patrones de compatibilidad en los cruzamientos interespecíficos: Eriostemones y Tulipa (=Leiostemones). El subgénero Eriostemones consiste en tres secciones, mientras que Tulipa comprende cinco secciones, como se detalla a continuación:
- Subgénero Eriostemones, comprende las secciones:
  - Australes: T. australis, T. biebersteiniana, T. hageri, T. orphanidea, T. primulina, T. sylvestris y T. whittallii. 
  - Biflores: T. biflora, T. dasystemon, T. neustruevae, T. polychroma, T. sogdiana, T. tarda y T. turkestanica.
  - Saxatiles: T. aucheriana, T. bakeri, T. humilis, T. pulchella y T. saxatilis.
- Subgénero Tulipa, comprende las secciones:
  - Clusianae: T. clusiana, T. linifolia y T. montana.
  - Eichleres: T. albertii, T. dubia, T. eichleri, T. fosteriana, T. greigii, T. ingens, T. kaufmanniana, T. lanata, T. praestans, T. sosnovskyi, T. subpraestans, T. tschimganica y T. tubergeniana.
  - Kolpakowskianae: T. altaica, T. lehmanniana y T. tetraphylla.
  - Tulipa: T. armena, T. didieri, T. gesneriana, T. hungarica y T. suaveolens.
  - Tulipanum: T. agenensis, T. aleppensis, T. julia, T. kuschkensis, T. praecox y T. systola.

El listado de especies del género, ordenadas alfabéticamente, puede consultarse en el Anexo:Especies de Tulipa.

## El tulipán de jardín

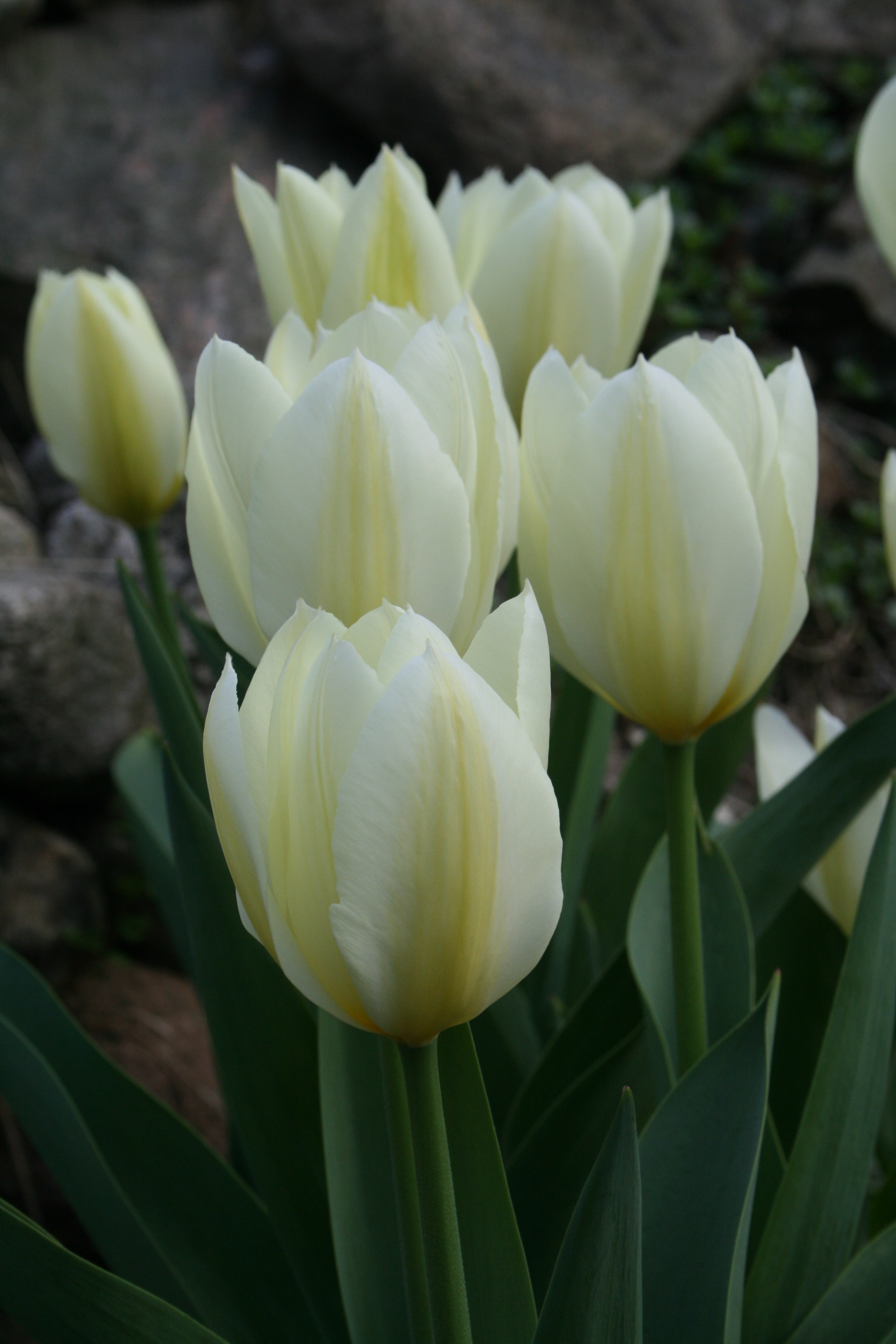
Tulipa purissima

El tulipán común o de jardín "Tulipa Gesneriana L." y una cantidad de otras especies, por ejemplo: Tulipa bakeri, Tulipa clusiana, Tulipa fosteriana, Tulipa kaufmanniana y Tulipa tarda, como también un vasto número de híbridos complejos entre las especies mencionadas, se cultivan en todo el mundo por sus espectaculares flores. Debido a la deshidratación interespecífica, a la recombinación y a la selección, la nomenclatura botánica del tulipán cultivado es sumamente complicada ya que ninguno de los cultivares actuales, los que presentan gran diversidad de tamaños, colores y forma de las flores así como de épocas de floración, puede identificarse con el nombre de ninguno de los taxones silvestres del género.
Existen más de 5000 cultivares registrados de tulipanes. Se ha llevado a cabo una clasificación de los mismos sobre la base de la estructura de las flores, el periodo de floración y el origen. Algunos de los 15 grupos establecidos comúnmente son:
- Tulipanes de flor de lirio: tienen tépalos característicos en punta y vueltos hacia el exterior.
- Tulipanes híbridos Darwin: se encuentran entre los tulipanes de flores más grandes y vistosas.
- Tulipanes precoces de flor doble: comprende a los tulipanes de 25 a 40 cm de altura, con flores dobles, frecuentemente de 6 a 10 cm de ancho y floración entre principios y a mediados de la primavera.
- Tulipanes precoces de flor sencilla: comprende a los tulipanes de 25 a 60 cm de altura, con flores caliciformes, sencillas, que en ocasiones se marchitan al sol y florecen entre principios y mediados de primavera.
- Tulipanes papagayo. Miden 45 a 60 cm de altura y son similares a los tulipanes de flor sencilla, aunque los tépalos se hallan retorcidos, o sus bordes encrespados. Florecen desde mediados de la primavera.
- Tulipanes Rembrandt: son similares a los tulipanes de flor sencilla pero los tépalos presentan una «ruptura» del color básico, en estrías o «llamas» de colores diferentes. Esta coloración está causada por la infección de un virus que se puede transmitir por áfidos. Por esta razón, las variedades de este tipo se cultivan y multiplican separadamente de las restantes variedades de tulipán.
- Tulipanes Triumph: comprende aquellos cultivares de 25 a 40 cm de altura, con flores cónicas portadas por tallos robustos, bastante resistentes a la intemperie.

El color de la flor está determinado por la composición y proporción de diferentes pigmentos. Así, las flores amarillas contienen solamente carotenoides y cianidina; las rojas, cianidina y pelargonidina, y las púrpuras, una combinación de cianidina y delfinidina. Las flores rosadas contienen la mayor variación en tipos de pigmentos, pero su nivel o contenido es relativamente menor que aquel presente en los otros tipos de colores, mientras que las blancas casi no exhiben ningún tipo de pigmento.
A continuación se presentan imágenes que ejemplifican algunos de los tipos de cultivares:

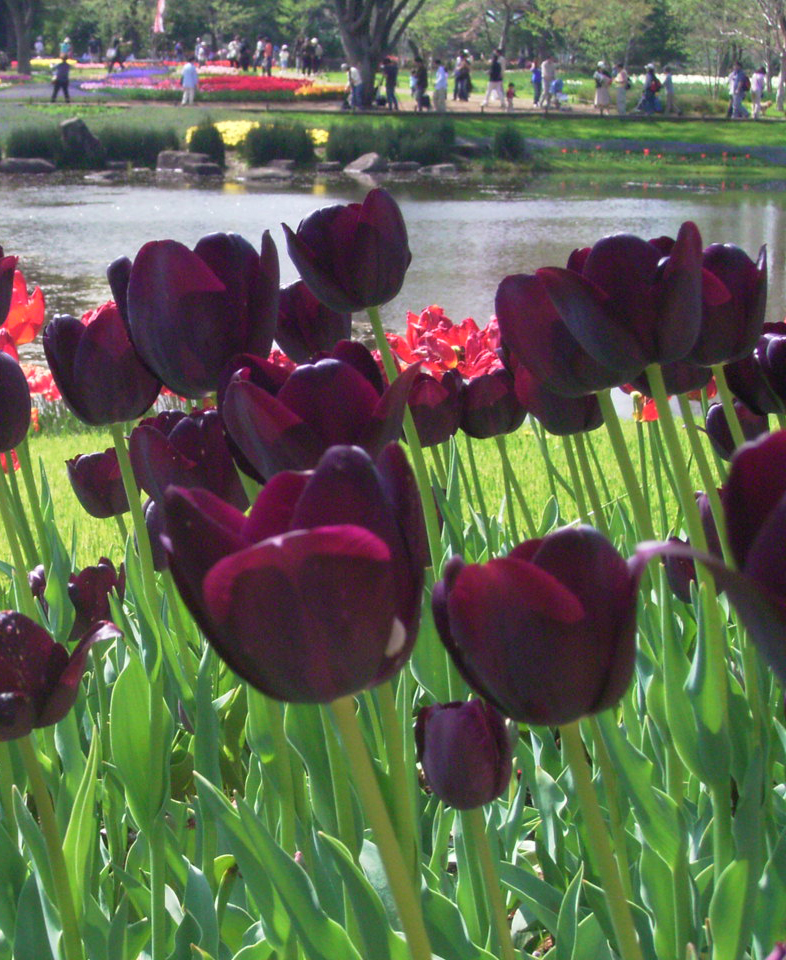
"Blackhorse", un cultivar híbrido Darwin.
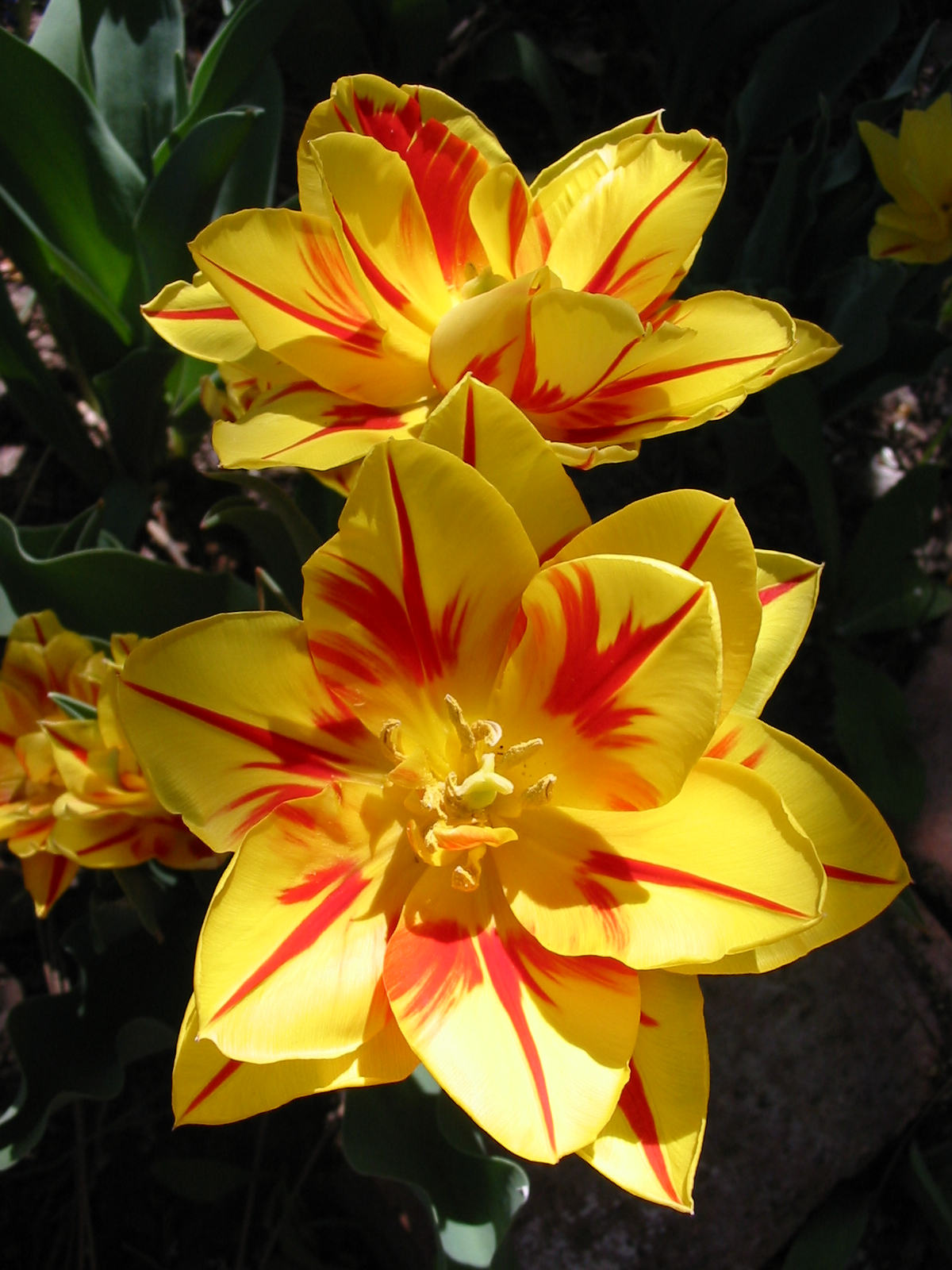
"Monsella", un cultivar precoz de flor doble.
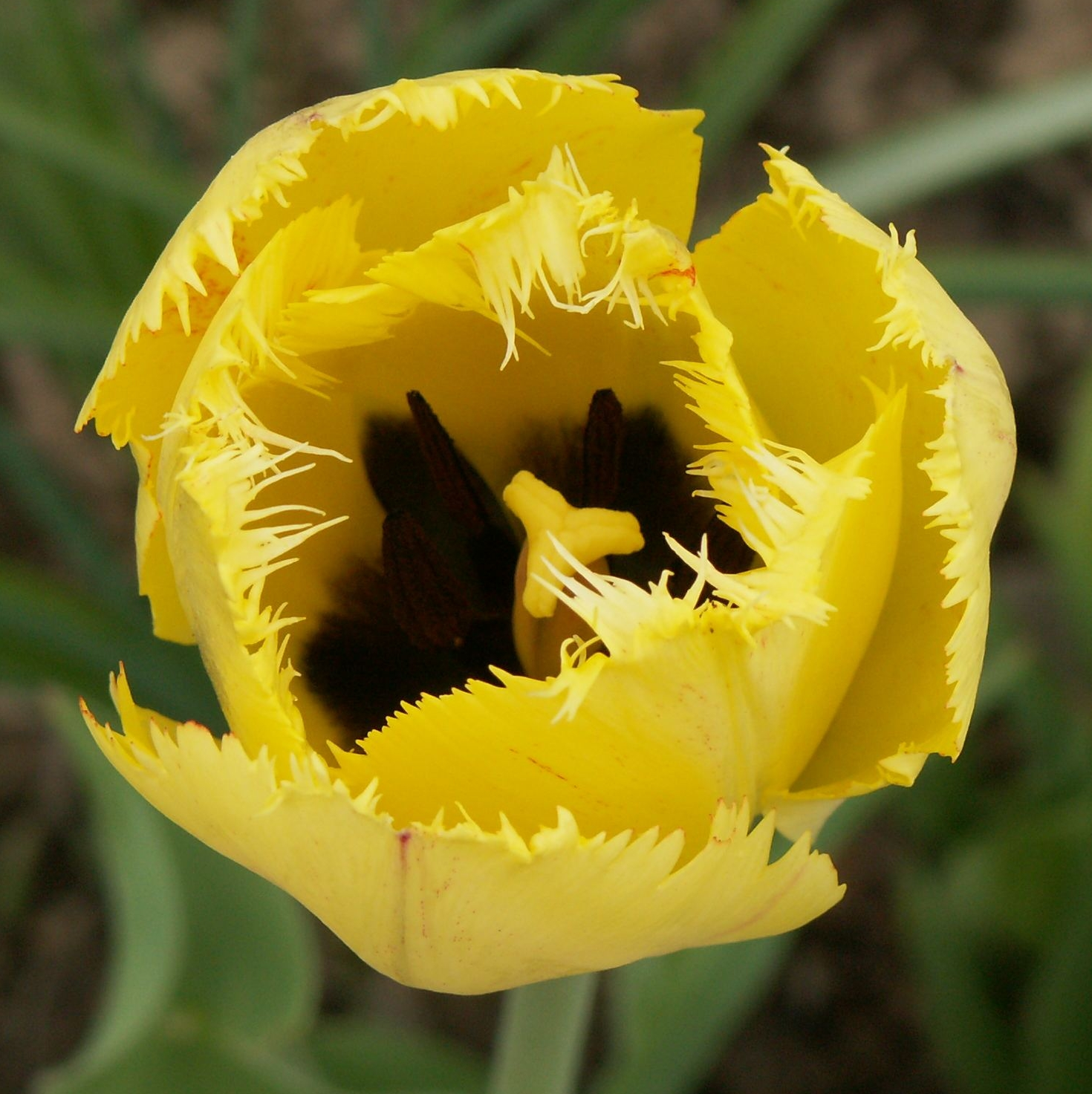
"Hamilton", tulipán del tipo papagayo.
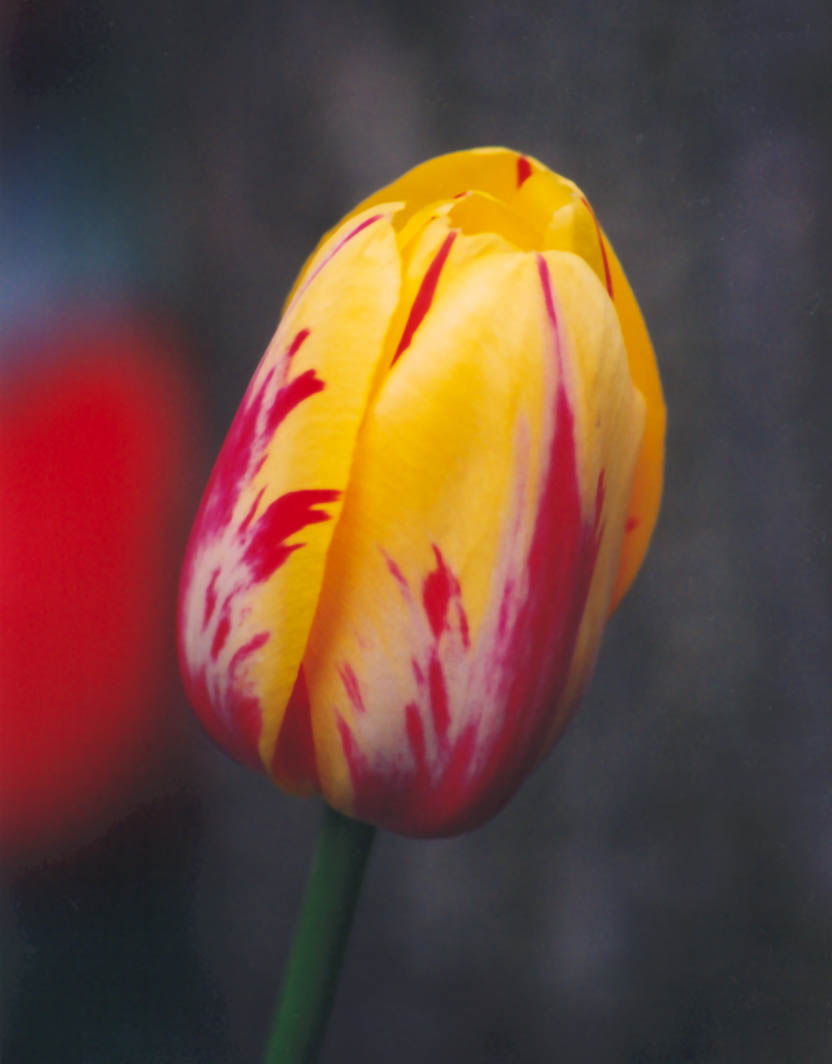
Tulipán Rembrandt

## Historia del cultivo en Occidente

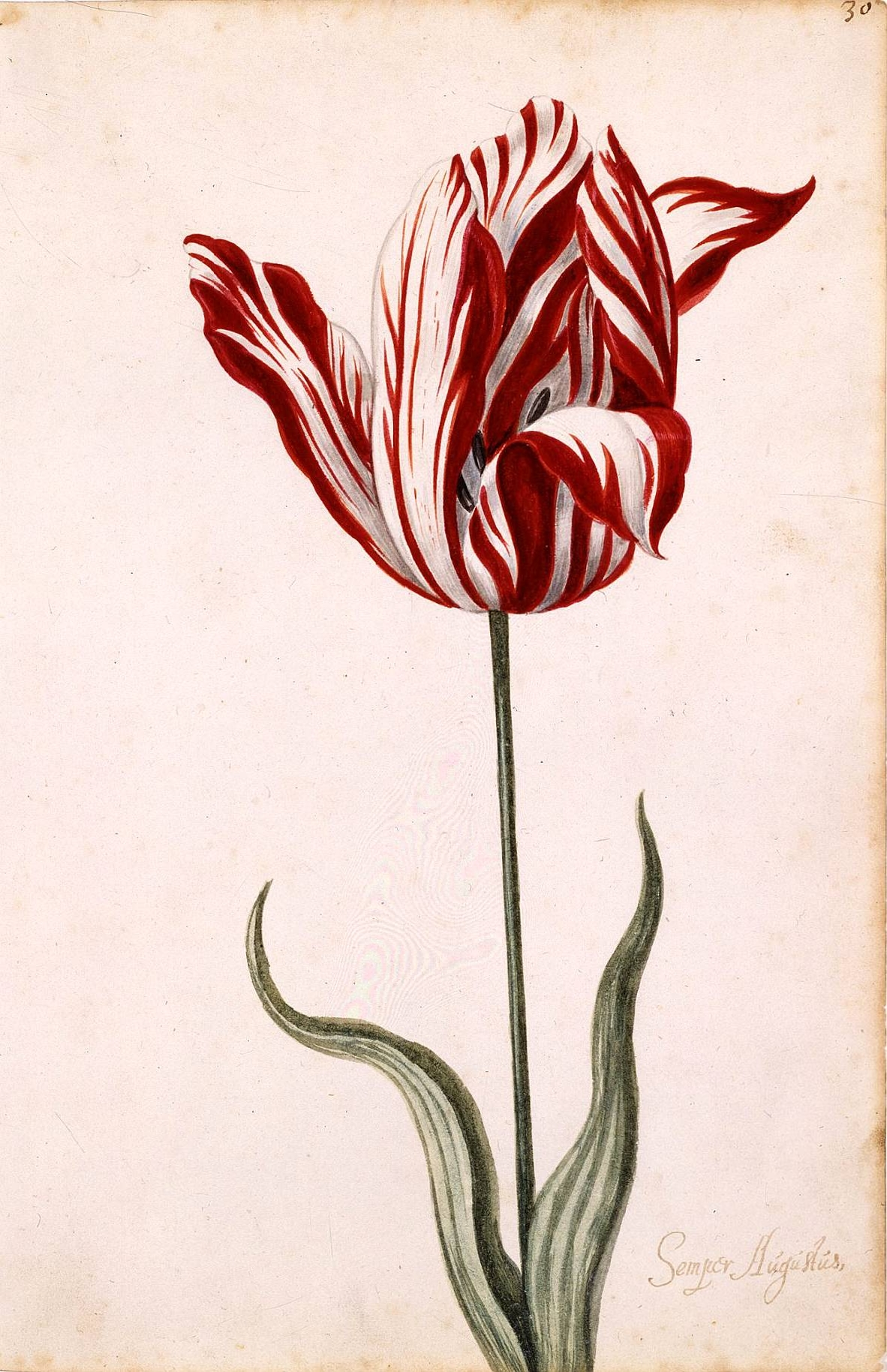
Gouache anónimo del que muestra un "Semper Augustus", uno de los tulipanes más famosos, vendido a precio récord en los Países Bajos.

Las versiones tradicionalmente más difundidas sobre el origen del cultivo ornamental del tulipán en Occidente sostienen que este se inició en la importación de bulbos desde el Imperio otomano a través de Centroeuropa desde el siglo XVI. Otros estudios también apuntan a una ruta de introducción en Europa más antigua, desde el Imperio bizantino hacia el al-Ándalus en la Hispania musulmana.[cita requerida]
Otra versión indica que el embajador austríaco en Turquía, Ogier Ghislain de Busbecq, quien además fue un floricultor entusiasta, vio tulipanes cultivados en Adrianópolis. En 1544, cuando regresó a Europa, trajo consigo algunos bulbos a los Jardines Imperiales de Viena. Décadas más tarde, en 1593, Carolus Clusius dejó su trabajo en los Jardines Imperiales para tomar el cargo de profesor de botánica en Leiden (Países Bajos), a donde llevó una colección de bulbos de tulipanes que crearon un gran interés y entusiasmo.
Entre 1610 y 1620 en Francia y para 1634 en los Países Bajos, el entusiasmo por cultivar estas plantas bulbosas se transformó en una verdadera fiebre conocida como «tulipomanía». Se vendían posesiones de todo tipo para comprar bulbos de tulipán y algunos tipos raros de esta especie costaban el precio de una granja, una casa o varios caballos. En 1623, un solo bulbo de una variedad famosa de tulipán podía costar hasta 1000 florines —cifra exorbitante si se tiene en cuenta que la ganancia media anual en aquella época era de 150 florines—. Por otro lado, un buen comerciante de bulbos podía ganar 6000 florines por mes. En 1635 se produjo una venta de cuarenta bulbos por 100 000 florines —para propósito de comparación, una tonelada de manteca costaba aproximadamente 100 florines—. Un verdadero récord fue la venta del bulbo más famoso, «Semper Augustus», por 6000 florines en Haarlem.
No había suficientes bulbos en el mercado como para respaldar la demanda existente, por lo que la tulipomanía se transformó en una especulación financiera, en la que los inversores compraban y vendían notas de crédito y no bulbos. Este periodo de euforia especulativa dio lugar a una gran burbuja económica y una crisis financiera. Constituye, de hecho, uno de los primeros fenómenos especulativos de masa monetaria de los que se tiene noticia.

## Mercado mundial

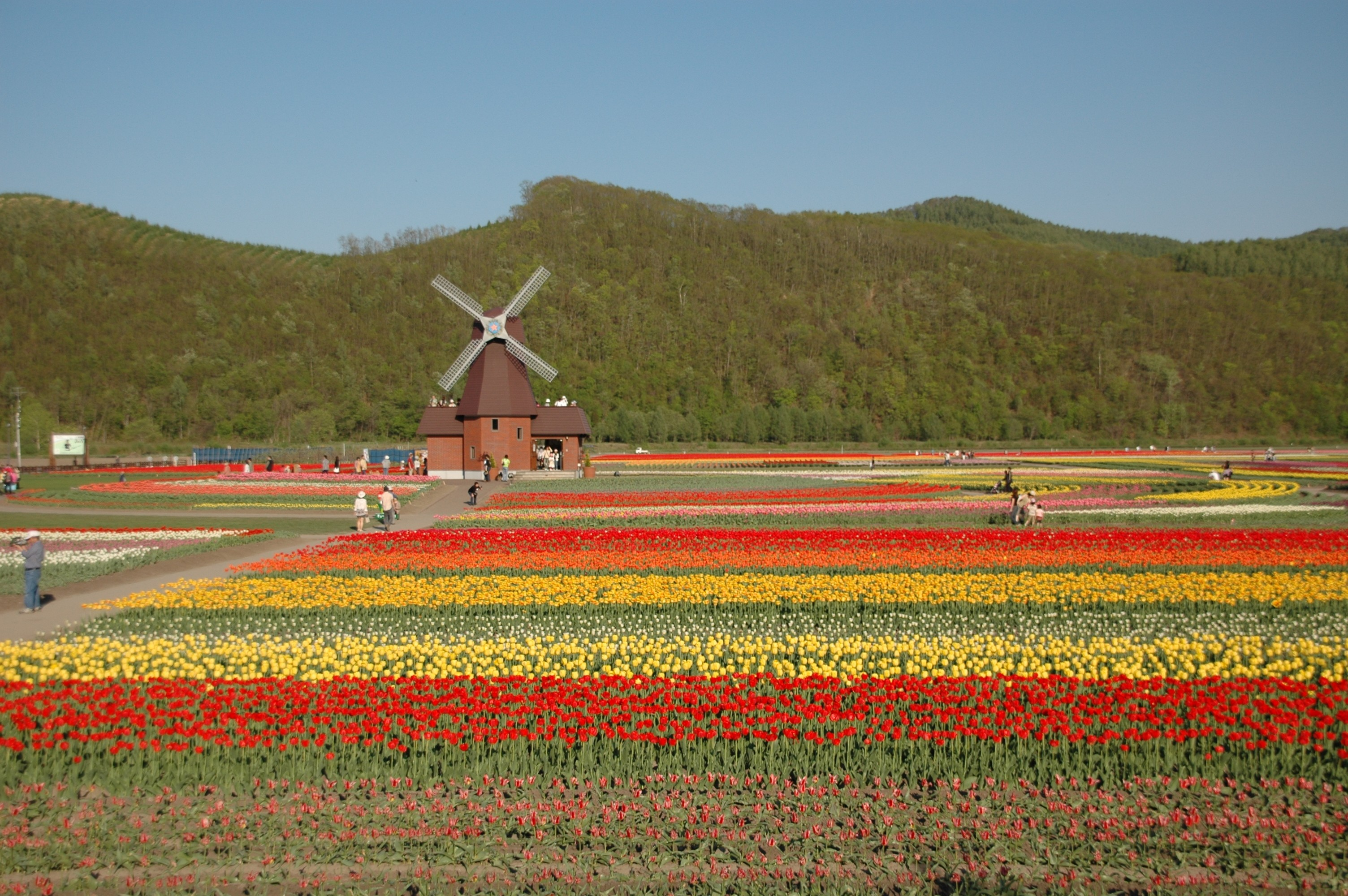
Campo de producción comercial de tulipanes, Hokkaido, Japón

El tulipán se cultiva con dos objetivos principales: la producción de flor cortada y la de bulbos secos. Estos últimos se destinan, a su vez, a satisfacer la demanda de bulbos para parques, jardines y uso hogareño y, por otro lado, para proveer los bulbos necesarios para la producción de flor cortada. El comercio internacional de flor cortada tiene un valor global aproximado de 11 000 millones de euros, lo cual provee una magnitud de la importancia económica de esta actividad. 
El principal país productor de bulbos de tulipán son los Países Bajos, país que concentra el 87 % del área mundial, la cual es de aproximadamente 12 000 hectáreas. Los bulbos de esta especie se producen significativamente en otros 14 países, encabezados por Japón, Francia y Polonia. La mayoría de estos países utiliza los bulbos obtenidos para su propia producción de flor cortada o para abastecer su mercado minorista de bulbos secos. Los Países Bajos, sin embargo, aparte de ser el principal productor internacional de bulbos, es la excepción a esta generalización. De hecho, produce aproximadamente 4 000 millones de bulbos anualmente, de los cuales el 53 % se usan en el mercado de flor cortada y los restantes se utilizan en el mercado de bulbos secos. De los bulbos destinados al mercado de flor cortada, los Países Bajos utilizan el 57 % para satisfacer su mercado interno y el resto lo exporta a varios países, dentro y fuera de la Unión Europea.

## Cultivo

### Cultivo para la producción de bulbos

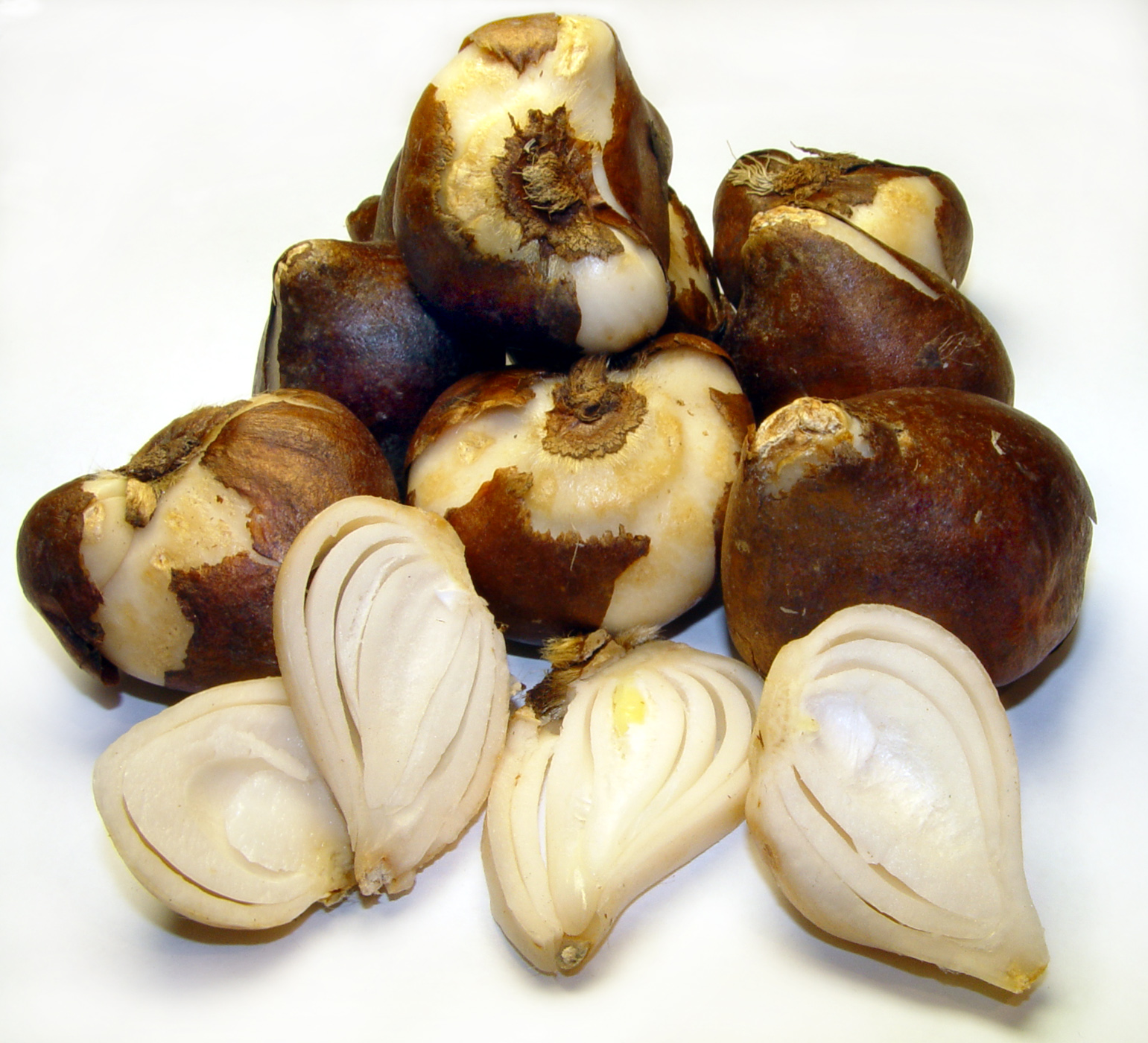
Bulbos de tulipán

Este tipo de cultivo se inicia a partir de bulbillos, los cuales se producen alrededor del bulbo original y se separan de este luego de recolectarlos. Como en la producción de otros tipos de bulbos, se requiere un suelo bien drenado, arenoso y con un pH cercano a la neutralidad. Se necesitan dos años para alcanzar bulbos de tamaño comercial. En un primer año, se plantan los bulbillos en otoño, a altas densidades (1-2 cm de separación entre bulbillos) y se cosechan bulbos de calibres 6-8, 8-10. Luego de recolectar los bulbos en el verano, se realiza el segundo año de cultivo, a menor densidad (4-5 cm de separación entre bulbos), con el empleo de abonos químicos y otros agroquímicos para proteger al cultivo de plagas y enfermedades. La recolección se inicia cuando la túnica de los bulbos comienza a colorearse. Los bulbos cosechados alcanzan un calibre de 11-12 o superior.

### Cultivo para la producción de flor cortada
Este tipo de cultivo se inicia con la adquisición de bulbos de tamaño comercial (calibre 11-12 o superiores) y la plantación de los mismos en el otoño. Se deben utilizar suelos arenosos y bien drenados. Los bulbos se plantan en líneas con los bulbos separados a 5 cm entre sí y a una profundidad de 4-5 cm. La recolección de las flores se realiza cuando en los pimpollos sean apenas visibles el color de los pétalos. Para la recolección se suele arrancar la planta entera (tallo floral, bulbo y raíz) y se corta el pedicelo floral lo más cerca posible de la base del bulbo para, de ese modo, lograr «flores» de mayor longitud, las cuales son más apreciadas por los consumidores. Los tallos florales se colocan en recipientes con agua dentro de cámaras frigoríficas a 4-5 °C hasta su venta.